# كوفي أودو
كوفي أودو (بالإنجليزية: Kofi Aidoo)‏ هو كاتب غاني، ولد في 1950.